# Господарство привласнююче
Господа́рство привла́снююче — перша в історії форма господарювання, коли люди споживали готові продукти природи: впольовували диких тварин, збирали їстівні рослини та плоди, рибалили.
Господарство привласнювальне — форма господарства, що ґрунтується на вилученні з навколишнього середовища продуктів харчування, створених природними процесами (мисливство, рибальство, збиральництво). Господарство привласнювальне властиве ранньому первісному суспільству. Існує також як спеціалізована форма господарства в цивілізованих суспільствах (промислове мисливство та рибальство, збиральництво лікарських рослин, китобійний промисел та ін.).